# Computer Typesetting System
Computer Typesetting System（CTS、Computerized Typesetting System、コンピュータ組版ともいう）とは、コンピュータを使用した組版システムのことを言う。組版システムをコンピュータ化するには、コンピュータで文字を扱うための文字コード規格が前提となり、システムとしては文字コードを入力・編集・処理する機能、レイアウトを指定する機能、版下を出力する機能の3要素が揃う必要がある。汎用コンピュータを組版に初めて使ったのはフランスのGeorges P. Bafourらで1954年に特許を申請している。米国では1960年代初頭からM.I.T.などで研究が始まった。

## 電算写植
日本では電算写植（電算植字）システムとして1970年代に実用化された。写植は、鉛を溶かして作った活字を使うホットタイプに対する意味として、コールドタイプと呼ばれることから、電算写植は「Cold Type System」の略としてCTSともいわれる。この意味の「CTS」という言葉は、特に新聞社や印刷会社などで素材の集配信から組版、出力まで使用する比較的大規模な組版システムのことを指す場合が多い。例えば、朝日新聞社が1970年代初めに運用開始した電算写植システムNELSONは、漢字キーボードによる原稿パンチとスキャナによる写真・カット入力装置、ディスプレイと漢字プリンタを組み合わせた校閲・前組・大組などの編集装置、記事・写真・カットなど組み合わせた完全な新聞紙面をネガフィルムに出力する全ページ写植機などから構成された。
初期の電算写植システムは、入力・編集・出力をそれぞれ専用の機器を使って行うバッチ方式であった。こうしたバッチ方式ではまとまったページ数を一括して処理するとともに工程ごとに作業担当者を置くのでシステムが大掛かりなものであった。コンピュータの処理能力の向上に伴いCTSも対話方式／WYSIWYG方式に移行した。対話方式／WYSIWYG方式は小規模のシステムになるので印刷業界に広く受けいれられた。

## DTP
米国では1985年にAppleのMacintoshとともにDTPが普及しはじめ、日本でも1986年から1987年にかけてDTP元年と騒がれた。DTPはレイアウト編集をWYSIWYGで行い、ページ記述言語（PDL）でレイアウト結果を出力する。PostScriptがPDLのデファクト・スタンダードとなった。当初はPostScriptに対応する日本語Type 1フォントが少ないことなどで、プロユースとしてはなかなか使えなかった。
DTPで出力するデータはPostScriptのプログラムであり、商業印刷ではこれをイメージセッターで版下とする。企業内印刷ではレーザープリンタが使われた。1990年代初めにはPostScriptに対応する日本語フォントが充実し、ラスターイメージプロセサ（RIP）が改良されるなど、DTPの実用的環境が整った。
電算写植システムは、1990年代にはDTPによって代替された。
現在のタイポグラファー（現代の植字工）の手元のコンピュータには、次のものが含まれる：テキストエディタ、組版ソフトウエア（composition software）、デジタルフォントのライブラリー、フォント管理ツールとフォントエディタ。

## バッチ組版の流れ
組版システムにはバッチ方式と対話方式がある。初期の組版システムはすべてバッチ方式であった。バッチ方式では文章データ中に組版体裁を制御する指令を混在させるのが一般的である。各社の独自開発したもののほか、1970年代後半にはTeXのように誰でもオープンに使えるものが誕生した。
印刷の対象となるテキストや画像に対して、指示マークを付けることをマークアップという。
マークアップ標準化の流れとしてSGMLが作られ、その後継として1998年にXMLが登場した。SGMLのレイアウト指定の標準としてDSSSL、XMLのレイアウト指定の標準としてXSL-FOがある。現在のバッチ処理はデータベースに保管したマークアップ文書をサーバ上で自動組版する仕組みが主流である。その典型的な例としてDarwin Information Typing Architecture（DITA）のPDF作成が挙げられる。

## コンピュータ組版と職人の技
コンピュータ組版では改行位置の決定などの低レベルなレイアウトはプログラムで自動的に行う。これによって作業の効率と品質の均一化を保つことができる。改行位置は意味を加味して決定する場所がある。こうしたとき必ずしもコンピュータ組版で品質が上がっていると言えない。例えば、英文であるがMonotypeを使って手動で組まれた1960年版のACM Journalと、当時商用で最高といわれた数式組版システムで組まれた1980年版のACM Journalの先頭1000行を比較すると、1960年版は改行位置が良くないのが13カ所、1980年版は同55カ所であった。
コンピュータ組版の品質を上げるには組版規則を標準化してプログラムに組み込む必要がある。日本ではJIS X 4051が策定された。